# Евіка Сіліня
Евіка Сіліня (латис. Evika Siliņa; нар. 3 серпня 1975, Рига, Латвійська РСР) — латвійська юристка та політикиня. Прем'єр-міністерка Латвії з вересня 2023 року. Раніше обіймала посаду міністра добробуту в другому уряді Кріш'яніса Каріньша.

## Біографія
Народилася 3 серпня 1975 року в Ризі. Протягом 1993—1997 років навчалась у Латвійському університеті, здобувши ступінь бакалавра права та кваліфікацію юриста, а також у Ризькій юридичній вищій школі, здобувши ступінь магістра соціальних наук у галузі права, міжнародного права та європейського права.
З 2003 по 2012 рік Сіліня працювала як приватна юристка, спеціалізуючись на міжнародному та національному господарському праві. У цей період також займалася юридичним обслуговуванням публічних компаній у сфері електронних комунікацій (телекомунікації, Інтернет), а також створенням та консультуванням неурядових організацій. Була індивідуально практикуючою адвокаткою присяги, а також є засновницею видавництва Tēva mantojums.
З 2017 року публікує статті в журналі Imperfekt.
Балотувалася до Сейму Латвії у 2011, 2014 і 2018 роках, але не була обрана. З листопада 2011 року по 12 квітня 2012 обіймала посаду позаштатної юрисконсультантки міністра внутрішніх справ Латвії Ріхарда Козловскіса, а з квітня 2012 року по січень 2013 року — посаду юрисконсультантки міністра внутрішніх справ.
З січня 2013 року по 23 січня 2019 року Сіліня обіймала посаду парламентської секретарки у Міністерстві внутрішніх справ. На цій посаді Евіка отримала високу оцінку за свою відкритість до журналістів, наприклад, у роз'ясненні позиції Міністерства внутрішніх справ з різних питань, а також за свою роботу в боротьбі з синтетичними канабіноїдами та їх обігом у Латвії.
23 січня 2019 року, коли Сейм Латвії 13-го скликання затвердив Кабінет міністрів на чолі з прем'єр-міністром Кріш'янісом Карінісом, Сіліня отримала посаду парламентської секретарки прем'єр-міністра.
Вона також працювала над законодавством у сферах злочинів проти держави та тероризму, цивільного захисту та кризового контролю, правил для шукачів притулку, імміграційної політики тощо. Вона також працювала над питаннями безпеки дітей, зокрема над проблемою висадки дітей з громадського транспорту. Сіліня зробила значний внесок у створення Бюро внутрішньої безпеки Латвійської Республіки у 2015 році. Очолювала європейську (під час головування Латвії в Раді Європи) та латвійську делегації в ООН, CEPOL та Інтерпол.
У грудні 2022 року була затверджена на посаді міністерки соціального захисту в уряді Кріш'яніса Карініса.
16 серпня 2023 року, після відставки Карініса, «Нова Єдність» висунула Евіку кандидаткою на посаду прем'єр-міністра. 24 серпня президент Латвії Едгар Рінкевичс запропонував їй сформувати уряд.

### Прем'єр-міністр Латвії (2023— дотепер)

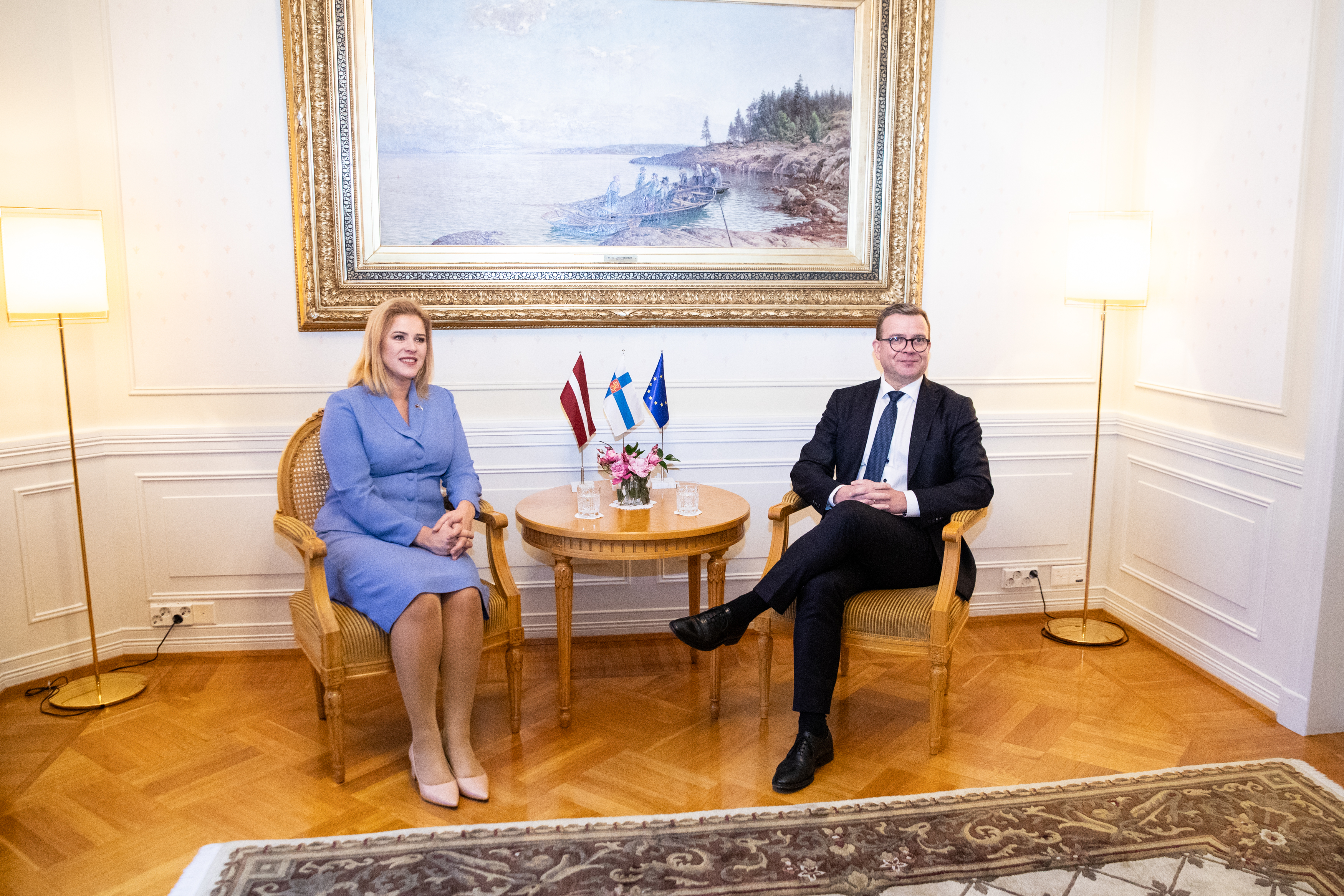
Сіліня з прем'єр-міністром Фінляндії Петтері Орпо в Гельсінкі, 24 листопада 2023 року

15 вересня 2023 року Сейм затвердив уряд на чолі з Сілінею, до якого увійшли три політичні сили: «Нова Єдність», «Прогресивні» та Союз зелених і селян. Уряд був затверджений Сеймом 53 голосами — усіма представниками нової коаліції та позафракційним депутатом Олегом Буровсом. У своїй промові нова прем'єр-міністр наголосила на необхідності бути більш інклюзивною, що було витлумачено як пріоритет гендерної рівності та інших прогресивних цілей. Для російськомовної меншини інклюзія передбачає ліквідацію статусу «негромадянина» та інтеграцію в латвійську систему освіти. Уряд також має намір збільшити військовий бюджет і завершити будівництво загороджень на кордоні країни з Росією та Білоруссю. Сіліня — друга жінка, яка стала прем'єр-міністром Латвії, після Лаймдоти Страуюми у 2014—2016 роках.

## Особисте життя
Евіка Сіліня одружена, у пари троє дітей. Рідна мова Сіліні — латиська, вільно володіє англійською та російською мовами.